# Gornja Jelenska
Gornja Jelenska es una localidad de Croacia ubicada en el municipio de Popovača, en el condado de Sisak-Moslavina. Según el censo de 2021, tiene una población de 640 habitantes.

## Geografía
Está situada a una altitud de 152 metros sobre el nivel del mar, a 70.5 km de la capital nacional, Zagreb.